# Kup Zagrebačkog nogometnog podsaveza 1919. – 1941.
Kup Zagrebačkog nogometnog podsaveza bilo je nogometno kup natjecanje organizirano na području Zagrebačkog nogometnog podsaveza. Natjecanja su nosila nazive Kup Zagrebačkog nogometnog podsaveza, Balokovićev pokal, te Zimski kup. Najuspješniji klubovi bili su Građanski i HAŠK.

## Pobjednici
| Sezona    | Pobjednik | Završnica             | rezultat |
| --------- | --------- | --------------------- | -------- |
| 1922./23. | Građanski | Građanski – Penkala   | 6:1      |
| 1924./25. | HAŠK      | HAŠK – Građanski      | 2:1      |
| 1925./26. | HAŠK      | HAŠK – Građanski      | 4:3      |
| 1926./27. | Građanski | Građanski – HAŠK      | 4:2      |
| 1927./28. | Građanski | Građanski – Viktorija | 5:1      |
| 1929./30. | HAŠK      | HAŠK – Građanski      | 5:2      |
| 1933./34. | Građanski | Građanski – Concordia | 3:1      |
| 1934./35. | Građanski | Građanski – Concordia | 1:1, 2:0 |
| 1935./36. | Građanski | Građanski – HAŠK      | 3:2      |

## Poveznice
- Kupovi Kraljevine Jugoslavije u nogometu